# Tamara Siemieniuk
Tamara Siemieniuk (ur. 4 września 1994 w Lubinie) – polska zawodniczka korfballu pełniąca funkcję kapitana reprezentacji od 2019 roku. Jest mistrzynią świata w korfballu plażowym (Maroko 2022), srebrną medalistką Pucharu Świata (Belgia 2024) oraz trzykrotną brązową medalistką Pucharu Świata (Belgia 2018, Polska 2023 oraz Tajlandia 2024). Wielokrotnie zdobywała tytuł królowej strzelców na arenie międzynarodowej.

## Życiorys
Matka Tamary Siemieniuk, Elżbieta, była jedną z pionierek korfballu w Polsce. Tamara miała kontakt z piłką korfballową praktycznie od urodzenia, a swoją sportową aktywność rozwijała również w innych dyscyplinach. Już w wieku 4 lat rozpoczęła naukę tańca, eksplorując różnorodne style, takie jak balet czy taniec nowoczesny. W wieku 14 lat zainteresowała się w graniem w badmintona, co towarzyszyło jej kilka razy w tygodniu przez 10 lat. Od 2020 roku jest również pasjonatką ultimate frisbee.
W latach 2013–2018 Studiowała dietetykę kliniczną na Warszawskim Uniwersytecie Medycznym. Pracuje w branży sportowej jako trenerka i sportowiec w Fundacji Pho3nix Kid.

## Kariera sportowa

### Korfball
Swoje pierwsze kroki w korfballu stawiała w klubie UKS Cirkus Konstancin-Jeziorna (od pierwszej klasy szkoły podstawowej), gdzie treningi prowadziła jej matka. Karierę reprezentacyjną rozpoczęła w juniorskiej kadrze U16 mając 14 lat. Brała udział w takich prestiżowych turniejach juniorskich jak Mistrzostwa Europy U21 oraz Mistrzostwa Świata U23. W drużynie seniorskiej zadebiutowała w wieku 20 lat, a w 2019 roku objęła w niej funkcję kapitana.
W polskiej lidze korfballu wielokrotnie triumfowała jako mistrzyni Polski i zdobywczyni tytułu królowej strzelców.
Podczas ostatniego roku studiów magisterskich rozegrała sezon (2017/2018) w angielskiej lidze korfballu z drużyną KV, a rok później przeprowadziła się do Holandii, żeby spełnić swoje marzenia grając w lidze holenderskiej z drużyną LDODK.
Poza karierą zawodniczą, spełniała się również trenersko. Po ukończeniu międzynarodowego kursu trenerskiego stopnia III rozpoczęła prowadzenie drużyny juniorów w klubie UKS Cirkus Konstancin-Jeziorna. W sezonie 2019/2020 była trenerem reprezentacji Ukrainy, a w latach 2019-2022 szkoliła również polskie kadry U17 i U19. W 2022 i 2023 roku prowadziła kursy trenerskie na Sri Lance.
Dodatkowo, Tamara aktywnie angażuje się w działalność wolontariacką zarówno w Polskim Związku Korfballu, jak i w Międzynarodowej Federacji Korfballu. Prowadzi szkolenia dla nauczycieli, uczestniczy w projektach (np. "IKF Coach Course, Level I & II", "Korfball 4 Gender Equality", "Grassroot development and activities") oraz zasiada w komisjach zajmujących się korfballem plażowym (IKF Beach Korfball Committee) i sprawami zawodników (IKF Athletes Committee).

### Badminton
Tamara poświęcała większość swojego wolnego czasu w gimnazjum, liceum i na studiach badmintonowi. Jest pionierką sekcji badmintona na Warszawskim Uniwersytecie Medycznym, gdzie grała, trenowała studentów i pełniła rolę kierownika sekcji.

### Ultimate frisbee
Od początku swojej kariery (rok 2020) gra w drużynie RJP Warszawa. W 2022 zajęła 4 miejsce na Trawiastych Mistrzostwach Polski, a rok później zdobyła srebrny medal na Halowych Mistrzostwach Polski. W 2024 roku wzięła udział w Klubowych Mistrzostwach Europy oraz zdobyła złoto na Halowych Mistrzostwach Polski.

## Osiągnięcia

### Drużynowe
| Nazwa zawodów      | Kraj              | Rok  | Konkurencja      | Pozycja     |
| ------------------ | ----------------- | ---- | ---------------- | ----------- |
| Puchar Świata      | Tajlandia         | 2024 | korfball plażowy | 3. miejsce  |
| Puchar Świata      | Belgia            | 2024 | korfball plażowy | 2. miejsce  |
| Mistrzostwa Świata | Tajlandia         | 2024 | korfball plażowy | 4. miejsce  |
| Mistrzostwa Świata | Tajwan            | 2023 | korfball halowy  | 11. miejsce |
| Puchar Świata      | Polska            | 2023 | korfball plażowy | 3. miejsce  |
| Mistrzostwa Świata | Maroko            | 2022 | korfball plażowy | 1. miejsce  |
| Mistrzostwa Świata | Południowa Afryka | 2019 | korfball halowy  | 11. miejsce |
| Puchar Świata      | Belgia            | 2018 | korfball plażowy | 3. miejsce  |
| World Games        | Polska            | 2017 | korfball halowy  | 8. miejsce  |
| Mistrzostwa Świata | Belgia            | 2015 | korfball halowy  | 14. miejsce |

### Indywidualne
| Nazwa zawodów                                  | Rok  | Tytuł               | Kosze |
| ---------------------------------------------- | ---- | ------------------- | ----- |
| Polska Liga Korfballu 2023/2024                | 2024 | królowa strzelców   | 24    |
| IKF KCL Challenger Final                       | 2024 | królowa strzelców   | 8     |
| IKF KCL Round 2                                | 2023 | królowa strzelców   | 12    |
| IKF Beach Korfball World Cup (Europe)          | 2023 | królowa strzelców   | 27    |
| Polska Liga Korfballu 2022/2023                | 2023 | królowa strzelców   |       |
| Friendly game - Setmana Catalana de l'Esport   | 2023 | MVP                 |       |
| IKF World Beach Korfball Championship          | 2022 | królowa strzelców   | 22    |
| IKF EU World Korfball Championship Qualifier A | 2022 | królowa strzelców   | 25    |
| Polska Liga Korfballu 2021/2022                | 2022 | królowa strzelców   | 19    |
| IKF European Korfball Championship B-Division  | 2021 | królowa strzelców   | 24    |
| IKF Europa Korfball Cup (first round)          | 2019 | królowa strzelców   | 18    |
| Polska Liga Korfballu 2016/2017                | 2017 | królowa strzelców   |       |
| IKF European Korfball Championship             | 2016 | player of the match |       |